# Kang Hoon
Kang Hoon (en hangul, 강훈), es un actor surcoreano.

## Carrera
Es miembro de la agencia JYP Entertainment desde diciembre del 2017, así como de NPIO Entertainment desde 2019.
El 11 de enero de 2018 se unió al elenco principal de la serie web Flower Ever After donde interpretó a Yoo Hyun-soo, un trabajador de oficina que está preparándose para pedirle matrimonio a su novia Gong Ji-hyo (Ahn Shi-eun), hasta el final el 10 de febrero del mismo año.
Ese mismo año se unió al elenco recurrente de la serie Let Me Introduce Her, donde dio vida a Ji Soo-han.
En 2019 se unió al elenco recurrente de la serie Goo Hae-ryung, la historiadora novata, donde interpretó a Hyun Kyung-mook, un historiador real del gobierno de Yemungwan.
El 25 de mayo de 2020 se unió al elenco de la serie Welcome, donde dio vida a Go Doo-shik, un hombre similar a Kim Sol-ah (Shin Ye-eun) que irradia un atractivo encanto similar al de un perro grande y simpático, hasta el final de la serie el 30 de abril del mismo año.
En marzo de 2022 se confirmó que se había unido al elenco principal de la serie Tu tiempo llama, donde dará vida a Jung In-gyu, un joven que ha albergado en secreto sentimientos unilaterales por Kwon Min-joo. La serie es una versión de la serie taiwanesa Some Day or One Day y fue estrenada en 2023.

## Filmografía

### Series de televisión
| Año     | Título                                | Personaje                     | Notas                      | Ref.          |
| ------- | ------------------------------------- | ----------------------------- | -------------------------- | ------------- |
| 2016    | For Love (사랑을 말하다)              | -                             | Serie web                  |               |
| 2017    | Room Men and Room Women               | -                             | Serie web                  |               |
| 2017    | Office Watch (옆방여자 앞방남자)      | Kim Kyung-joon                | 8 episodios - serie web    |               |
| 2018    | Flower Ever After (오피스워치)        | Yoo Hyun-soo                  | 10 episodios - serie web   |               |
| 2018    | Let Me Introduce Her                  | Ji Soo-han                    |                            |               |
| 2019    | Moment of Eighteen                    | Hermano mayor de Ma Hwi-young | ep. 16 - (invitado)        |               |
| 2019    | When the Devil Calls Your Name        | Agresor                       |                            |               |
| 2019    | Goo Hae-ryung, la historiadora novata | Hyun Kyung-mook               |                            |               |
| 2020    | Welcome                               | Go Doo-shik                   | 24 episodios               |               |
| 2021    | You Are My Spring                     | Kang Tae-jung                 |                            | [ 11 ]        |
| 2021-22 | The Red Sleeve Cuff                   | Hong Deok-ro                  |                            | [ 12 ]        |
| 2022    | Veinticinco, veintiuno                | Baek Yi-hyun (de adulto)      | Aparición especial, ep. 16 | [ 13 ]        |
| 2022    | Las hermanas                          | Ha Jong-ho                    |                            | [ 14 ] [ 15 ] |
| 2023    | La pensión romántica secreta          | Kim Si-yeol                   |                            | [ 16 ] [ 17 ] |
| 2023    | Tu tiempo llama                       | Jung In-kyoo                  | Serie web                  | [ 18 ] [ 10 ] |
| 2024    | Querida Hyeri                         | Kang Joo-yeon                 |                            | [ 19 ] [ 20 ] |

### Películas
| Año  | Título                                 | Personaje | Notas   |
| ---- | -------------------------------------- | --------- | ------- |
| 2009 | Ring (고리)                            | -         | (corto) |
| 2011 | With Tiffany Forever (티파니와 영원히) | -         | -       |
| 2013 | Picnic (피크닉)                        | -         | (corto) |
| 2015 | Meaning of You (너의 의미)             | -         | (corto) |
| 2015 | Mind Control (내마내모)                | -         | -       |

### Programas de variedades
| Año  | Programa                                           | Notas                                                    |
| ---- | -------------------------------------------------- | -------------------------------------------------------- |
| 2018 | Nemo Travel: Singapore Sentosa                     | 4 episodios - miembro                                    |
| 2019 | Nemo Travel: A Trip to Spain (네모여행: 스페인 편) | 12 episodios - miembro - junto a Shin Ye-eun y Yoon Park |

## Premios y nominaciones
| Año  | Premios          | Categoría                                  | Trabajo             | Resultado | Ref.   |
| ---- | ---------------- | ------------------------------------------ | ------------------- | --------- | ------ |
| 2021 | MBC Drama Awards | Premio a la excelencia, actor en miniserie | The Red Sleeve Cuff | Nominado  |        |
| 2021 | MBC Drama Awards | Mejor actor revelación                     | The Red Sleeve Cuff | Ganador   | [ 22 ] |